# Thrinchostoma assamense
Thrinchostoma assamense is een vliesvleugelig insect uit de familie Halictidae. De wetenschappelijke naam van de soort is voor het eerst geldig gepubliceerd in 1915 door Sladen.